# Port Said (guvernement)

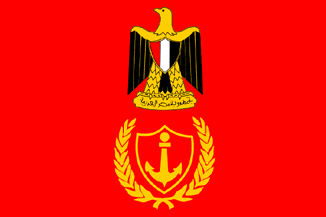
Guvernementets flagga.

Lägeskarta.

Guvernementet Port Said (arabiska: بورسعيد, Bur Said) är ett av Egyptens 29 muhāfazāt (guvernement). Guvernementet ligger vid Suezkanalens mynning till Medelhavet och gränsar till guvernementen Ismailia i söder, ash-Sharqiyya i väster och Sina ash-Shamaliyya i öster. Staden och guvernementet Port Said grundades 1859 i samband med byggandet av Suezkanalen och fick sitt namn efter den dåvarande vicekungen i Egypten, Said Pascha.

## Geografi
Guvernementet har en yta på cirka 1 345 km² med 604 451 invånare (2006).

## Förvaltning
Guvernementets ISO 3166-2 kod är EG-PTS och huvudort är Port Said som också utgör den absoluta huvuddelen av guvernementet.

### Distrikt
Port Saids guvernement består av elva distrikt:
- Al-Arab
- Al-Dawahy
- Al-Ganoub (alt. Port Saids polisdepartement)
- Al-Ganoubs andra kism
- Al-Manakh
- Al-Sharq
- Al-Zohour
- Manasra
- Port Fouad
- Port Fouads andra kism
- Östra Mubarak